# دانور: أستطيع رؤية الأشباح
دانور: أستطيع رؤية الأشباح (بالإنجليزية: Danur: I Can See Ghosts)‏ أو دانور (بالإندونيسية: Danur)‏ هو فيلم رعب إندونيسي تم إصداره في 30 مارس 2017. هذا الفيلم مستوحى من كتاب ريسا ساراسواتي، بوابة حوار دانور، والذي تم كتابته بناءً على تجربتها الخاصة كفتاة نيلية. هذا الفيلم من بطولة بريلي لاتوكونسينا.

## طاقم العمل
- بريلي لاتوكونسينا

## روابط خارجية
- دانور: أستطيع رؤية الأشباح على موقع IMDb (الإنجليزية)
- دانور: أستطيع رؤية الأشباح على موقع روتن توميتوز (الإنجليزية)
- دانور: أستطيع رؤية الأشباح على موقع قاعدة بيانات الفيلم (الإنجليزية)
- دانور: أستطيع رؤية الأشباح على موقع ليتربوكسد (الإنجليزية)